# Občanský libertarianismus
Občanský libertarianismus (případně také civilní libertarianismus, anglicky civil libertarianism) je politický směr, který podporuje občanská práva nebo zdůrazňuje nadřazenost práv jednotlivce a osobních svobod nad jakoukoli autoritou (např. státem, korporací, společenskými normami vynucenými nátlakem okolí a podobně). Občanský libertarianismus není ucelenou ideologií, ale spíše souborem názorů na konkrétní otázky občanských svobod a občanských práv. Slovo „občanské“ značí, že je pro občanské libertariány v popředí problematika občanských práv spíše než ekonomické svobody, čímž se liší od pravicových i levicových libertariánů.
V duchu libertariánské filozofie je hlavním zájmem občanského libertariána vztah vlády k jednotlivci. Teoreticky se občanský libertarián snaží omezit tento vztah na naprosté minimum, v němž může stát fungovat a poskytovat základní služby a jistoty, aniž by nadměrně zasahoval do života svých občanů. Jedním z klíčových důvodů občanského libertarianismu je prosazování svobody projevu. Občanští libertariáni jsou většinou proti kriminalizaci obscénnosti a nenávistných projevů. Ačkoli nemusí osobně schvalovat chování spojené s těmito otázkami, zastávají názor, že výhody neomezené veřejné diskuse převažují nad všemi nevýhodami.
Mezi další občanské libertariánské postoje patří podpora alespoň částečné legalizace zakázaných látek (marihuany a dalších měkkých drog), prostituce, potratů, soukromí, asistovaného umírání nebo eutanazie, práva nosit zbraň, práv mládeže, topfreedom, silného oddělení náboženství od politiky a podpora manželství osob stejného pohlaví.
S nástupem osobních počítačů, internetu, elektronické pošty, mobilních telefonů a dalších vymožeností informačních technologií vznikla podskupina občanského libertarianismu, která se zaměřuje na ochranu digitálních práv a soukromí jednotlivců.